# 태백초등학교
태백초등학교는 대한민국 강원특별자치도 태백시에 있는 공립 초등학교이다.

## 학교 연혁
- 1961년 11월 25일 : 개교
- 1999년 8월 31일 금천분교장 통폐합
- 1981년 3월 7일 : 병설유치원 2학급 개원

## 참고 자료
- 태백초등학교 - 한국교육학술정보원 학교알리미